# Paul Dudley White

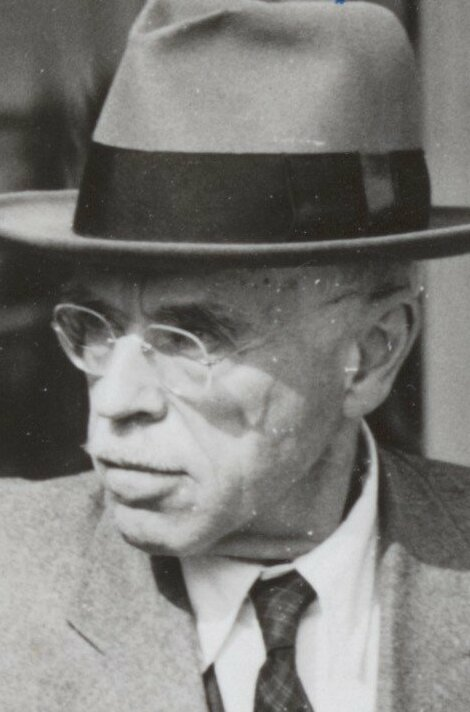
Paul Dudley White (1956)

Paul Dudley White (* 6. Juni 1886 in Roxbury, Massachusetts; † 31. Oktober 1973) war ein US-amerikanischer Kardiologe und Begründer der American Heart Association.
1953 wurde er mit dem Albert Lasker Award for Clinical Medical Research ausgezeichnet.

## Leben
Paul Dudley White wurde als Sohn eines Hausarztes geboren und wuchs in Roxbury in Massachusetts auf, wo er auch die Mittelschule besuchte. Nach deren Abschluss wechselte er an das Harvard College, wo er 1908 seine Hochschulreife erlangte. Es heißt, der Tod seiner Schwester, die im Alter von zwölf Jahren am rheumatischen Fieber starb, habe sein Interesse an der Kardiologie geweckt. White studierte an der Harvard University Medizin und erlangte seinen Abschluss 1911. Anschließend arbeitete er zunächst in der neu eingerichteten Abteilung für Kinderheilkunde des Massachusetts General Hospital. 1913 erhielt er ein Auslandsstipendium und verbrachte ein Jahr am University College Hospital in London mit Studien des Elektrokardiogramms. Mit Ausbruch des Ersten Weltkrieges verpflichtete er sich freiwillig zum Militärdienst und diente mit einer Harvard-Einheit in der Nähe von Bologna. 1917 half er, den amerikanischen Fliegerhorst in Bordeaux einzurichten. Für die Organisation einer Hilfsexpedition des amerikanischen Roten Kreuzes zur Bekämpfung einer Typhus-Epidemie in Mazedonien und auf den griechischen Inseln wurde er von der griechischen Regierung ausgezeichnet. An das Massachusetts General Hospital zurückgekehrt gründete er 1919 eine kardiologische Abteilung, die er bis 1949 leitete. Sein Nachfolger wurde Edward Franklin Bland.
1940 wurde White in die American Academy of Arts and Sciences gewählt. Ihm zu Ehren benannt ist die Inselgruppe White Islands in der Antarktis.

## Werk
Schon in seiner Zeit als Assistenzarzt entwickelte Bland gemeinsam mit seinem Kollegen Robert Irving Lee eine Methode zur Messung der Blutgerinnung, seine erste medizinische Veröffentlichung. Durch seine herausragenden klinischen Fähigkeiten schaffte er die Grundlage für seinen eigenen internationalen Ruf und wie auch den der von ihm begründeten kardiologischen Abteilung des Massachusetts General Hospital. 1924 war er einer der Mitbegründer der American Heart Association, deren Präsident er 1941 wurde. 1931 erschien erstmals sein klassisches Lehrbuch Heart Diseases (Herzkrankheiten), das mehrere Auflagen erlebte. 1948 wurde er zum Präsidenten der Internationalen Gesellschaft für Kardiologie gewählt und war anschließend Präsident des ersten Weltkongresses für Kardiologie. White betonte, wie wichtig körperliche Fitness und Ertüchtigung für die Vorbeugung gegen Erkrankungen der Herzkranzgefäße ist. Seine Nutzung des Fahrrads war weltbekannt und noch heute trägt der „Dr. Paul Dudley White Bike Path“ in der Gegend von Boston seinen Namen. Außerdem sind eine angeborene Fehlbildung der Herzkranzgefäße, das Bland-White-Garland-Syndrom, sowie das Wolff-Parkinson-White-Syndrom nach ihm benannt.